# Lilia Khousnoutdinova

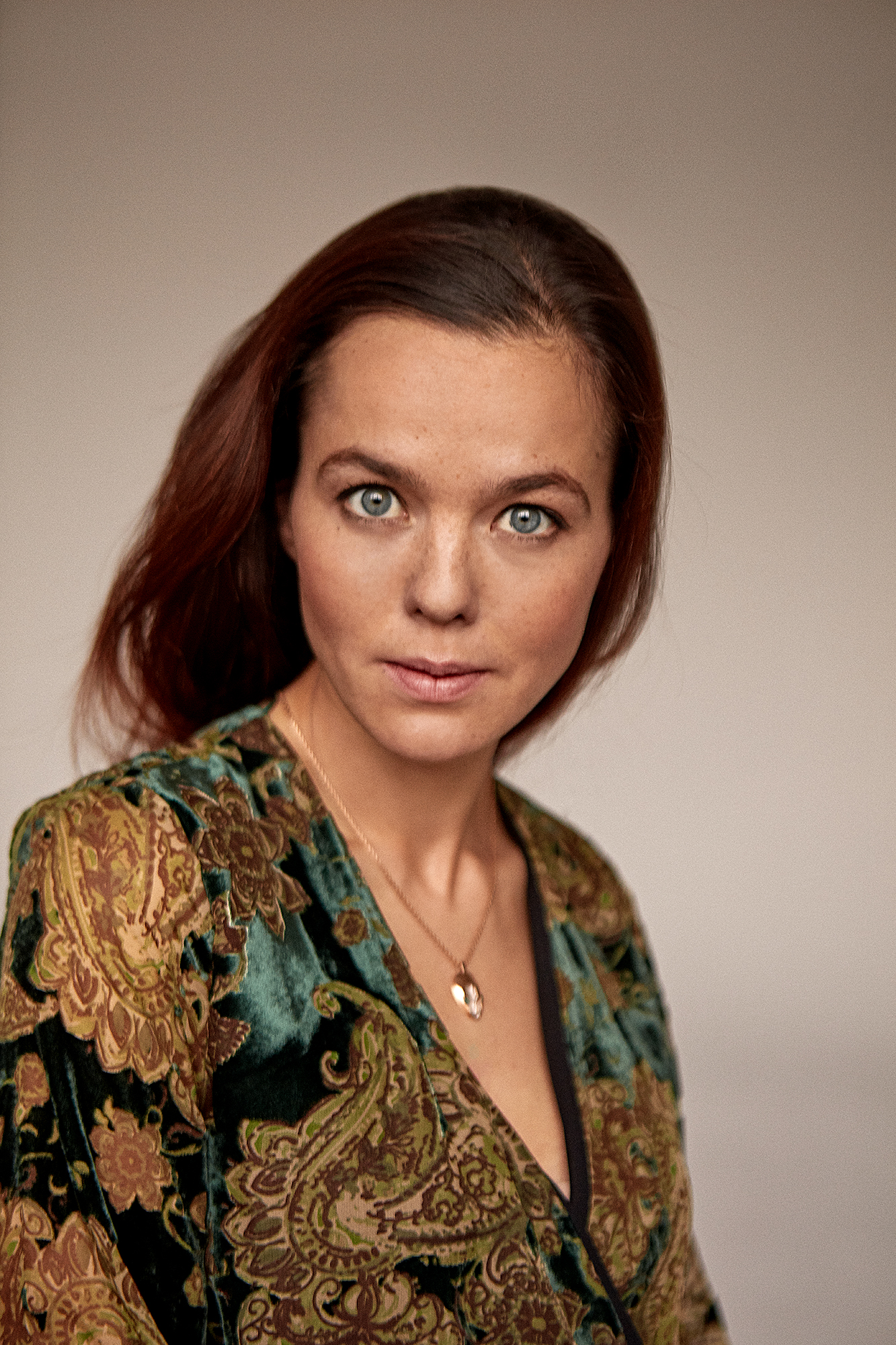
Lilia vystudovala politologii a historii na univerzitě v Oxfordu a následně k tomu přidala Gender & Development na London School of Economics.

Lilia Khousnoutdinova (* 17. června 1988 Magnitogorsk) je podnikatelka, filantropka, publicistka, iniciátorka osvětových programů a kampaní zaměřených na rovné příležitosti žen a mužů. Dlouhodobě se věnuje ženské, partnerské a reprodukční tematice. Pochází z tatarské rodiny, z otcovy strany má také ruské předky. Vyrůstala v Česku, ve Francii, ve Velké Británii a v USA. Je spoluautorkou několika knih a kolekce šperků. V roce 2021 založila Nadační fond Propolis33, který se věnuje projektům týkajícím se plánovaného rodičovství, mateřství, reprodukce a projektům s feministickou tematikou. Je členkou předsednictva Českého helsinského výboru. Je členkou poroty prestižního ocenění Zlatá vážka: Czech Social Business Awards. Je členkou zakládajícího týmu Nadačního fondu Šťastné Česko a členkou správní rady Nadačního fondu pomoci, provozujícího dárcovskou platformu Znesnáze21. V roce 2016 iniciovala vznik Spolku přátel Bhútánu v České republice. Zaměřuje se na kulturu Bhútánu, kam organizuje výpravy a vypomáhá s několika projekty v rozvojovém a charitativním sektoru. V roce 2022 se společně s manželem zařadili na 9. místo v žebříčku největších filantropů ČR podle časopisu Forbes.

## Profesní dráha
V letech 2005–2008 vystudovala politologii, a moderní historii na Oxfordské univerzitě, kde získala titul BA (Hons) a následně MA. V letech 2014–2015 absolvovala magisterský obor Gender, Globalisation & Development (gender, globalizace a rozvoj) na London School of Economics and Political Sciences, se zaměřením na programy Sexual and Reproductive Health (sexuální a reprodukční zdraví), kde obdržela titul M.Sc. Přednášela v rámci projektů TEDx Prague Women, Ženy Ženám, Inspired Women, Světový týden respektu k porodu a pro Českou asociaci dul.
Od roku 2015 je členkou zakládajícího týmu Nadace Šťastné Česko a v roce 2016 iniciovala vznik Spolku přátel Bhútánu v České republice. V letech 2016 a 2017 se podílela na přípravě konferencí Nadačního fondu Šťastné Česko, kterých se v roli řečníků zúčastnil Dr. Saamdu Chetri, ředitel Centra pro hrubé domácí štěstí (GNH) v Bhútánu nebo Deepak Chopra. V letech 2020 a 2021 se v rámci nadace spolupodílela na pořádání seminářů Šťastné Česko v Senátu Parlamentu České republiky, na kterých vystoupila například Anna Hogenová, Tomáš Sedláček nebo Lukáš Toth.
Vede projekt Womens Academy a je spoluautorkou projektu @jsemzena.cz, který se opírá o ženské archetypy a výjimečné příběhy evropských žen. Spoluzaložila první výcvik ceremonialistek v ČR a zaměřuje se na rozvíjení ženského potenciálu, archetypy v mytologii a výuku novodobých rituálů a ceremonií. Jako certifikovaná instruktorka SUNDOOR provází firewalking, glasswalking a další přechodové rituály.
K jejím dalším projektům patří značka Ecstatic - v rámci ní navrhuje autorské šperky s tematikou reproduktivní svobody žen. Navrhla kolekci vyráběnou z přírodních materiálů na denní nošení, dále také couture kolekci, která je založená na tradičních bhútánských textiliích a upcyclingu indických sárí.
V roce 2021 spoluzaložila nezávislé vydavatelství Minty Fox, které vydalo například překlad knihy Kmenovost, ego a konflikt od autorky Jalaji Bonheim Ph.D nebo Návrat k porodu jako přechodovému rituálu od Dr. Rachel Reed. V nakladatelství vyšla i kniha stejnojmenného projektu Žena v zenu.
Založila Nadační fond Propolis33 na podporu ženských, charitativních a osvětových iniciativ s vizí spravedlivé společnosti plné respektu, rovnosti a dostupné péče. Propolis33 iniciuje projekty, které se péče týkají, ať už jde o moderní a respektující porodnickou péči – projekty Ať můžou, Na porodu záleží – nebo o ochranu a podporu zranitelných matek s dětmi. Věnuje se i osvětě v tématech genderové rovnosti či ekologii.
Nadační fond Propolis33 kromě svých vlastních osvětových a charitativních projektů podporuje i mnohé další iniciativy a organizace. Podpořil například Unii porodních asistentek (UNIPA), Asociaci pro porodní domy a centra (APODAC), organizace Konsent, Profem či nadace a charity jako BeCharity Báry Nesvadbové nebo Krása pomoci Taťány Kuchařové. Mimo jiné podporuje i literární a umělecká díla, například divadelní představení Krajina 0, film Světlonoc nebo kapelu Vesna.
V rámci fondu Propolis33 je Lilia spoluautorkou projektu Žena v zenu, který na příbězích úspěšných žen z různých oborů ukazuje, jak se dokázaly vyrovnat s nástrahami v podobě genderových stereotypů, mansplainingu, hejtu nebo záštiplných pomluv.
Podporuje projekt Ať stojí, který napomáhá vzniku porodních domů a center, a jiné iniciativy a organizace v oboru. Je také zakladatelkou iniciativy Ať můžou na podporu porodní asistence. Aktivně se věnuje ženským, partnerským a porodním tématům. Je držitelkou mnoha certifikací v oboru porodní kvalifikace. Absolvovala výcvik pro duly s Dr. Michelem Odentem a Lilianou Lammers. Je členkou (associate) Active Birth Centre v Londýně, kde prošla certifikovaným výcvikem pod vedením Janet Balaskas. Studovala mimo jiné u MD Sarah J.‏ Buckleyové, Penny Simkin PT, Eleny Tonetti nebo Lynnei Shrief.
Nový projekt “Na porodu záleží” se zaměřuje nejen na osvětu v oblasti porodnictví, ale propojuje gynekology, porodníky, neonatology, porodní asistentky, laktační poradkyně, duly a další odbornosti tak, aby se do veřejného prostoru dostaly informace o nejnovějších možnostech poskytované péče v oblasti porodnictví. Zároveň s touto osvětou Nadační fond Propolis33  s odborníky napříč spektrem a společně se zákonodárci pracují na systémových změnách, které umožní vznik Center porodní asistence v ČR ve standardech jaké známe ze západní Evropy - tedy porody ve zdravotních zařízeních se zajištěnou kontinuální péčí vedenou porodními asistentkami. Tyto projekty mají naplňovat implementaci Strategie splňující Evropské standardy pro porodní domy a centra a perinatální péče v oblasti fyziologických porodů, které je třeba realizovat do roku 2030.
“Tato varianta dá ženám možnost volby a výběru příjemného a současně bezpečného a profesionálně zajištěného místa porodu a porodním asistentkám v nich pracujícím umožní profesní seberealizaci prostřednictvím poskytování kvalitní, bezpečné a lidsky odborné péče, která má jasná pravidla a opírá se o nejnovější poznatky EBM.” - PhDr. Radka Wilhelmová, Ph.D., RM, Masarykova univerzita, Lékařská fakulta, Brno, Katedra porodní asistence a zdravotnických záchranářů.
Během roku 2023 spustila projekt #kozaven ve spolupráci s FN Ostrava a docentem Šimetkou, který má za cíl v porodnicích na některých pokojích vyměnit klasické porodní křeslo - tzv. kozu, za jiný porodní nábytek, který rodičce umožňuje mnohem větší flexibilitu porodních poloh, což významně podporuje fyziologické porody bez nutnosti medikamentózního nebo instrumentálního zásahu u jinak zdravých žen. K iniciativě se v ČR připojily desítky nemocnic. Výměna kozy za jiný porodnický nábytek je doprovázena také vzdělávacím programem, jak pro porodní asistentky, tak pro lékaře. Zakládá se na svobodné volbě porodní polohy a nepopírá ani potřebu porodnického lůžka v případě komplikací. 

## Dílo
Je spoluautorkou 6 knih s ženskou tematikou.
- L. Khousnoutdinova, Ženské příběhy – cyklická cesta životem, Toplil, 2012 ISBN 978-80-905261-0-5
- K. Kramolišová, L. Khousnoutdinova, Novodobé ženské rituály – Praktická příručka ceremonialistky, Toplil, 2014 ISBN 978-80-9052-612-9
- L. Khousnoutdinova, Ženské příběhy II, Když promlouvá tělo…, Maitrea, 2013 ISBN 978-80-87249-63-5
- L. Khousnoutdinova, K. Ponczová, M. Cásková, M. Kadeřábková, Jsem žena Jsem bohyně, Slovart, 2020 ISBN 978-80-276-0116-5
- L. Khousnoutdinová & K. Kramolišová a kolektiv, Novodobé ženské rituály - Praktická příručka ceremonialistky, Minty Fox, 2021, ISBN 978-80-908267-0-0
- P. Koutská a L. Khousnoutdinova, Ženy v zenu, Minty Fox, 2022, ISBN 9788090826724
- L. Khousnoutdinova a M. Šedo, Jsem žena Jsem Evropa, Cosmopolis, 2025, ISBN 978-80-271-5710-5

## Osobní život
Z dřívějšího manželství má syna. V roce 2017 uzavřela buddhistický sňatek s Karlem Janečkem a v květnu 2018 se jim narodila dcera Isabela, v květnu 2021 pak syn Karel George. Dne 21. prosince 2021 uzavřela s Karlem Janečkem manželství v kostele svatého Mikuláše v Praze.